# 내 여동생이 이렇게 귀여울 리가 없어의 에피소드 목록
이 문서는 내 여동생이 이렇게 귀여울 리가 없어의 방영 목록에 대해 서술한다. "내 여동생이 이렇게 귀여울 리가 없어"(혹은 내여귀, 내 여동생)의 애니메이션화는 2010년에 나온 제 1기와 2013년에 방송된 제 2기로 구성되어 있다. TV 애니메이션으로는 1기가 12화, 2기가 13화가 방영되었으며 그 뒤로 원작의 전개를 이어가는 웹 애니메이션(ONA)이 인터넷을 통해 방송되었다. 이 문서에서 다루는 범위는 TV 애니메이션과 인터넷으로 방영된 ONA로 한정하였으며 코멘터리 형식으로 내여귀 DVD/BD에 수록된 특전 영상의 방영 목록은 생략하였다. 또한, 애니메이션에서 사용된 주제가 목록도 여기에 포함하였다.

## 내 여동생이 이렇게 귀여울 리가 없어 (2010년)
| # | 제목 | 엔딩곡 | 방영일자         |
| --- | --- | --- | ---------------- |
| 01 | 〈내 여동생이 이렇게 사랑스러울 리가 없어〉(俺が妹と恋をするわけがない Ore ga Imōto to Koi o Suru Wake ga Nai[*])                                                                        | "이모토 플리~즈!" (妹プリ〜ズ! Imōto Purīzu![*]) by 타케타츠 아야나 | 2010년 10월 3일  |
| 코우사카 쿄우스케는 여동생 키리노와 집의 복도에서 한번 정면으로 부딪힌 이후에, 안에 여동생을 주제로 하는 에로게(성인용 게임)가 들어 있는 마법소녀 애니메이션 DVD를 발견한다. 쿄스케는 그 DVD가 키리노 것임을 알아채고선 키리노에게 그 DVD를 들이댄다. 다만 그러한 오타쿠 취미를 가진다고 해서 키리노가 이상한 것은 아니라고 말을 한 뒤, 언제나 조언을 해 주겠다고 한다. 그날 밤, 키리노는 쿄우스케를 그녀의 방으로 불러서 에로게와 애니메이션 관련 상품을 숨겨둔 벽장을 보여준다. 그리고 여동생이 등장하는 애니메이션과 에로게를 좋아하지만 왜 그러한지는 모른다고 답한다. 취미를 공유할 누군가를 갖지 못해왔지만 키리노는 쿄스케를 얻었고 그녀의 취미를 부모님께 비밀로 해 주겠다는 약속을 받았으며 공평한 의견을 위해서 그녀의 에로게 중 하나를 하라고 제안한다. | | |                  |
| 02 | 〈내 여동생이 오프모임에 나갈 리가 없어〉(俺が妹とオフ会に行くわけがない Ore ga Imōto to Ofu Kai ni Iku Wake ga Nai[*])                                                                  | "Shine!" by 타케타츠 아야나 | 2010년 10월 10일 |
| 키리노가 그녀와 취미를 공유할 사람이 없음을 깨닫고 쿄우스케는 그녀의 친구 타무라 마나미에게 충고를 구한다. 그리고 키리노는 몇몇 오타쿠 친구들을 사귀게 된다. 키리노는 온라인 커뮤니티 '오타쿠 소녀 모여라'에 참여하게 되고 아키하바라의 메이드 카페에 있는 오타쿠 티 파티에 초대받는다. 하지만 다른 사람들과 말하는데 문제가 있었다. 하지만, 그녀는 나중에 바게나 사오리가 초대해서 그녀와 쿠로네코와 다시 만나게 되어, 나중에 좋아하는 애니메이션에 대해서 열띤 토론을 펼친다. 아키하바라에서 쇼핑을 한 이후에, 쿄우스케가 키리노에게 끝내달라고 요청받은 게임을 마치는 동안 메시지를 주고받기로 한다. | | |                  |
| 03 | 〈내 여동생이 이렇게 귀여울 리가 없어〉(俺の妹がこんなに可愛いわけがない Ore no Imōto ga Konna ni Kawaii Wake ga Nai[*])                                                                 | "Horaism" (ほらいずむ Horaizumu[*]) by 타케타츠 아야나 | 2010년 10월 17일 |
| 키리노는 사오리와 쿠로네코와 다시 외출하고, 그들이 자신의 오타쿠 취미를 숨기는 것에 걱정하지 않는다는 것을 안 뒤에 놀란다. 그날 이후에, 키리노의 아버지는 키리노의 취미에 대해 알게 되었고 그녀에게 화를 낸다. 키리노는 화나게 되는데, 이는 그녀의 취미가 "가치 없는 것"으로 불렸기 때문으로, 이 이후 집을 뛰쳐나간다. 그러면서 쿄우스케는 그녀를 잡기 위해 뒤쫓는다. 키리노에게 그녀의 삶 중 일부를, 즉 오타쿠 취미를 포기하는데 아무런 관심이 없다는 것을 쿄우스케에게 보여준 후, 쿄우스케는 여동생을 위해 아버지에게 대든다. 비록 키리노의 취미는 인정받았지만, 키리노가 그동안 즐겨왔던 에로게에 대해 아버지가 그것만은 인정할 수 없다며 고집을 부리자, 쿄우스케는 그 에로게는 자신의 것이라고 주장했고, 얼굴을 한 방 맞는다. 키리노는 나중에 쿄우스케에 감사를 표하고, 예상치 못한 귀여움으로 깜짝 놀라게 해 준다. | | |                  |
| 04 | 〈내 여동생이 여름 코미케에 갈 리가 없어〉(俺の妹が夏コミとか行くわけがない Ore no Imōto ga Natsu Komi Toka Iku Wake ga Nai[*])                                                          | "White Heart" (白いココロ Shiroi Kokoro[*]) by 하야미 사오리 | 2010년 10월 24일 |
| 키리노가 쿄우스케에 대전 방식 에로게를 하도록 강요하자, 그는 사오리에게 몇몇 게임 조언을 구한다. 키리노가 그녀의 친구들을 집에 불렀을 때, 키리노는 사오리부터 택배를 받는데, 안의 내용물이 동인지인지 몰랐다. 그래서 쿄우스케는 키리노가 그 상자를 일반 친구들 앞에서 여는 것을 막았다. 하지만 키리노를 지키고자 하는 그의 노력은 훨씬 더 우스꽝스러운 결과를 낳는다. 나중에, 키리노의 친구 중 한 명인 아라가키 아야세는 쿄우스케에게 키리노의 행동에 대해 사과하고 전화번호를 교환한다. 사고에 대한 사과의 방법으로, 키리노는 쿄우스케를 여름 코미케에 강제로 끌고 가면서 사오리와 쿠로네코와 함께 간다. 키리노가 사고 싶었던 특별 데이터 디스크가 품절되자, 쿠로네코는 대전 대회에서 이겨서 그녀에게 그 디스크를 준다. 코미켓을 떠난 직후, 그들은 아야세를 눈앞에서 만난다. | | |                  |
| 05 | 〈내 여동생의 친구가 이렇게 XX같을 리가 없어〉(俺の妹の親友がこんなＸＸなわけがない Ore no Imōto no Shin'yū ga Konna Batsubatsu na Wake ga Nai[*])                                       | "오렌지" (オレンジ Orenji[*]) by 타케타츠 아야나 | 2010년 10월 31일 |
| 아야세는 키리노가 무언가를 숨기고 있다고 생각해서 키리노를 계속 압박한다. 결국 키리노의 취미를 알아내게 되어 절교 선언을 한다. 키리노가 절망에 빠진 걸을 알아채고, 쿄우스케는 그의 인생 상담을 재개하고 아야세와 이야기하려고 한다. 거기서 아야세는 키리노와 계속 친구가 되고 싶다고 하지만 에로게와 관련된 범죄에 대한 기사 때문에 그녀의 취미를 인정할 수 없다고 한다. 쿄우스케는 그녀의 아버지의 충고를 얻는다. 아버지는 쿄우스케에게 그 보도에서 다 드러나지 않은 전체 이야기를 건네준다. 쿄우스케가 뉴스 뒤에 숨은 진실을 보여준 이후에도 아야세가 키리노와 화해하는 것을 거절하긴 했지만, 키리노는 그녀에게 맞설 용기를 얻고 친구와 에로게 모두에 대한 사랑을 표현한다. 아야세가 그녀의 취미에 대해 의심을 가지고 있어서, 쿄우스케는 자신을 악역으로 몰아 아야세가 그를 싫어하게 한다. 하지만, 아야세는 키리노와의 싸움은 비교적 요점이 없다는 것을 깨닫고 키리노에게 행한 험한 말에 대하여 사과한다. 잠시 후, 쿄우스케는 그녀를 도와서 키리노와 화해하게 해 준 것에 대한 감사 메시지를 아야세로부터 받지만, 키리노에게 어떠한 사고도 치지 말라고 경고 받는다. | | |                  |
| 06 | 〈내 어릴 적 친구가 이렇게 귀여울 리가 없어〉(俺の幼馴染がこんなに可愛いわけがない Ore no Osananajimi ga Konna ni Kawaii Wake ga Nai[*])                                                 | "앞머리☆" (マエガミ☆ Maegami☆[*]) by 사토 사토미 | 2010년 11월 7일  |
| 학교에서 , 마나미는 쿄우스케를 그녀 집으로 오도록 초대하고, 그녀의 가게에서 할로윈 이벤트로 사용할 과자를 먹어보라고 한다. 쿄우스케의 친구 중 한 명은 쿄우스케와 마나미 간의 관계가 꽤 가깝다는 것에 집중하지만 쿄우스케는 로맨틱한 것이 아니라고 부인한다. 하지만, 마나미가 다른 남자와 사귀는 것은 싫다고 한다. 나중에 마나미의 집에서, 쿄우스케는 마나미가 만든 과자를 먹고 마침내 이벤트를 위해서 마나미 가족을 돕는다. 그리고 그는 하룻밤을 자고 나는 데에 동의한다. 마나미의 할아버지는 밤에 같은 방을 쓰게 해서 둘을 놀리고 둘이서 대화하게 한다. 쿄우스케는 마나미에게 만약 그가 고백 받는다면, 그는 평화로운 삶을 유지하기 위해 고백을 거절할 것이라고 밝힌다. 반면, 코우사카 가로 돌아와서, 키리노는 마나미 집에서 자고 온 것에 대해 두드러지게 좌절한다. | | |                  |
| 07 | 〈내 여동생이 소설가 일리가 없어〉(俺の妹がこんなに小説家なわけがない Ore no Imōto ga Konna ni Shōsetsuka na Wake ga Nai[*])                                                             | "Masquerade!" by 하나자와 카나 | 2010년 11월 14일 |
| 쿠로네코의 팬 픽션 소설을 온라인에서 읽고 나서 키리노는 자신도 소설을 쓰겠다고 한다. 둘은 그들의 문학적 취향에 대해 싸우게 된다. 나중에 키리노가 자신의 소설을 온라인에 올린 후에, 그녀는 잠정적인 출판 요청을 받는다. 다음 소설에 대한 영감을 얻기 위해 키리노는 쿄우스케를 크리스마스 이브 날에 도쿄 중심가로 끌고 간다. 그녀는 쿄우스케에게 귀걸이를 사 달라고 했고, 이것은 감정적인 지원이라고 주장한다. 쿄우스케가 키리노는 단지 자기만족을 위해 이것을 단지 하라 뿐이라고 하자, 키리노는 그렇지 않다는 것을 증명하기 위해 찬물이 담긴 양철 바가지를 그녀의 머리 위로 쏟는다. 그들은 호텔에 들러서 키리노는 샤워를 하고 옷을 갈아입는다. 다시 길거리로 나와서, 그가 사준 귀걸이를 끼고 있는 동안 그녀의 따뜻한 미소를 보고서는 키리노와 가까워졌음을 느낀다. | | |                  |
| 08 | 〈내 여동생이 애니메이션화 될 리가 없어〉(俺の妹がこんなにアニメ化なわけがない Ore no Imōto ga Konna ni Anime-ka na Wake ga Nai[*])                                                      | "Chameleon Daughter" (カメレオンドーター Kamereon Dōtā[*]) by 나바타메 히토미 | 2010년 11월 21일 |
| 키리노의 소설의 인기가 높아지는 가운데, 그녀의 편집장은 어쩌면 애니메에션화가 될 수 있음을 알린다. 너무 기뻐서, 그녀는 사오리와 쿠로네코를 불러서 애니메이션 스태프 미팅에 부른다. 하지만, 키리노는 애니메이션 스태프가 요구한 많은 변화에 충격 받고, 가장 충격 받은 부분은 주인공을 여자에서 남자로 바꾸는 것이다. 키리노는 집에 온 뒤에 지쳐서 쓰러지자 쿄우스케는 다음 미팅에 그녀의 의견을 주장하기 위해서 대리인으로 나선다. 미팅을 하는 동안, 쿄우스케는 애니메이션 스태프에게 무릎을 꿇으면서까지 키리노가 해 놓은 결정을 무시하지 말고 재검토 해 달라고 하고, 쿠로네코 또한 자신의 찬반 의견을 둘 다 내지만 키리노의 결정을 재검토해달라고 한다. 몇몇 논쟁 끝에, 애니메이션 스태프들은 그들의 요청을 받아들이기로 결정한다. 집으로 돌아오는 기차 안에서, 쿄우스케는 쿠로네코와 사오리에게 그의 노력을 키리노로부터 비밀로 해 달라고 부탁한다. 쿠로네코는 쿄우스케의 여동생에 대한 헌신에 대해 질문하고, 오빠를 가진 데에 부러움을 표한다. 나중에, 키리노는 쿄우스케에게 다음 인생 삼당이 마지막이 될 것이라고 말한다. | | |                  |
| 09 | 〈내 여동생이 에로게에 빠질 리가 없어〉(俺の妹がこんなにエロゲー三昧なわけがない Ore no Imōto ga Konna ni Erogē Zanmai na Wake ga Nai[*])                                                | "널 사랑하기 때문에!" (好きなんだもん! Suki Nanda mon![*]) by 타케타츠 아야나 | 2010년 11월 28일 |
| 키리노는 오랫동안 기다렸던 에로게를 얻고 하루 전체를 게임하는데 사용한다. 하지만 한 캐릭터가 그녀에게 냉담한 태도를 보이자 좌절한다. 따라서 키리노는 이 에로게로 인해 매우 흥분하게 되었는데 쿄우스케에게는 불행하게도 바로 옆방에서 공부를 하고 있었던 것이다. 반면에, 쿠로네코는 집에서 메루루 팬인 그녀의 여동생과 있다. 반면, 사오리는 키리노와 쿠로네코를 위한 메이드 주제의 파티를 준비한다. | | |                  |
| 10 | 〈내 여동생이 이렇게 코스프레 할 리가 없어〉(俺の妹がこんなにコスプレなわけがない Ore no Imōto ga Konna ni Kosupure na Wake ga Nai[*])                                                   | "아니요, 톰은 여동생에 대해 성적인 감정을 가지고 있습니다" (いいえ、トムは妹に対して性的な興奮をおぼえています Iie, Tomu wa Imōto ni Taishite Seiteki na Kōfun o Oboete imasu[*]) by 타무라 유카리 | 2010년 12월 5일  |
| 키리노가, 자신 취미의 특정한 부분을 이해하지 못한 야야세에게 화난 이후에, 아야세는 쿄우스케에게 키리노와 화해하기 위해 그녀에게 줄 선물에 대해 조언을 구한다. 쿠로네코와 사오리와 함께 생각을 위해 쇼핑한 이후에, 우승자에게 귀한 메루루 피규어를 제공하는 코스프레 콘테스트에 대해 알게 된다. 아야세는 코스프레 하는 것을 거절했지만, 야아세는 그녀의 모델 친구 크루스 카나노를 불러서 대회에서 메루루로 코스플레잉 하게 한다. 하지만, 그들이 청중 속에서 키리노를 발견했을 때, 쿄우스케는 카나코가 그녀 눈에 띄지 않도록 한다. 카나노는 가까스로 우승했고 상품을 받았다. 하지만 그녀는 그녀가 오타쿠 팬 앞에 있었다는 역겨움에도 불구하고 코스프레를 하는 동안 즐거웠다고 밝힌다. | | |                  |
| 11 | 〈내 여동생이 메이드일리가 없어〉(俺の妹がこんなにメイドなわけがない Ore no Imōto ga Konna ni Meido na Wake ga Nai[*])                                                                   | "Akihabara☆Dance☆Now!!" (アキハバラ☆だんす☆なう!! Akihabara☆Dansu☆Nau!![*]) by 타케타츠 아야나, 하나자와 카나, 나바타메 히토미                                                                     | 2010년 10월 12일 |
| 마나미가 슈퍼마켓으로 급히 간 후, 쿄우스케는 마나미를 자신의 집으로 불러서 쿄우스케가 점심을 만드는 것을 도와달라고 한다. 하지만, 키리노는 마나미가 자기 집에 왔다는 것을 달가워하지 않았고, 방문을 방해할 다양한 계획으로써 마니미에게 고된 집안일을 시켰다. 게다가 쿄우스케의 방에 있는 침대 위에 야한 잡지를 놓아두고 컴퓨터에 에로게를 틀어버리는 것까지 저질러 버린다. 나중에, 사오리는 쿄우스케와 키리노를 위해서 "개인 하렘 파티"를 개최하고, 쿠로네코와 사오리는 메이드 복을 입는다. 그곳에서, 쿠로네코는 키리노와 쿄우스케와 꼭 닮은 캐릭터가 등장하는 도착적인 만화를 보여주고, 그 후에 쿠로네코는 심지어 쿄우스케를 "니상"(오빠)로 부르기 시작해서 키리노의 분노가 활활 불타오르게 한다. 키리노가 쿄우스케에게 선물을 주면서 도움에 모두 감사했다고 말할 때까지, 쿄우스케는 키리노의 행동에 대해서 작은 분노를 느낀다. | | |                  |
| 12 (TV) | 〈내 여동생의 조언이 여기서 끝날 리가 없어 (굿엔드)〉(俺の妹の人生相談がこれで終わるわけがない ～GOOD END～♥ Ore no Imōto no Jinsei Sōdan ga Kore de Owaru Wake ga Nai -Good End-[*])    | "다녀왔어." (ただいま。 Tadaima.[*]) by 타케타츠 아야나 | 2010년 10월 19일 |
| 어느 날 아침, 쿄우스케는 키리노가 그에게 예의 있게 행동하는 것을 보고 놀란다. 그날 저녁, 쿄우스케가 모두 앞에서 행동하는 것을 강요당했는지 걱정했지만, 키리노는 마지막 인생 상담 기회를 쿄우스케에게 아키하바라에서 한밤중에 발표되는 에로게를 사 달라는 데에 사용한다. 쿄우스케가 에로게를 구매하기 위해 줄을 섰을 때, 그는 그의 급우 아카기 코우헤이에게 달려드는데, 그는 여동생을 위해서 야오이 에로게를 사고 있었다. 반면, 쿠로네코는 키리노에게 그녀가 키리노를 위해 만들고 있는 고양이 귀에 대해 전화로 이야기를 하고, 또한 키리노에게 그녀는 쿄우스케를 '부르는 방법을' 바꿀 것이라고 말한다. 쿄우스케가 게임을 산 뒤에 집에 돌아오자, 키리노는 같이 해 보자고 한다. 나중에 그 밤, 쿄우스케는 키리노는 아침에 육상 훈련을 위해서 미국으로 떠날 계획임을 알게 되는데, 전에 들어본 적이 없었기 때문에 쿄우스케는 매우 실망한다. 키리노는 그녀가 기대했던 행동을 보여주지 않는 쿄우스케에게 화가 나서 그를 쳐 버린다. 그날 아침, 키리노는 미국으로 가지 않기로 결심하고 나중에 쿄우스케에게 아직 인생 상담은 끝나지 않았다는 것을 말해서 쿄우스케를 기쁘게 한다. | | |                  |
| 12 (ONA) | 〈내 여동생의 조언이 여기서 끝날 리가 없어 (True Route)〉(俺の妹の人生相談がこれで終わるわけがない TRUE ROUTE Ore no Imōto no Jinsei Sōdan ga Kore de Owaru Wake ga Nai -True Route-[*]) | "Ready" by 타케타츠 아야나 | 2011년 2월 22일  |
| 어느 날 아침, 쿄우스케는 키리노가 그에게 예의 있게 행동하는 것을 보고 놀란다. 그날 저녁, 쿄우스케가 모두 앞에서 행동하는 것을 강요당했는지 걱정했지만, 키리노는 그녀의 마지막 인생 상담 기회를 쿄우스케에게 아키하바라에서 한밤중에 발표되는 에로게를 사 달라는 데에 사용한다. 쿄우스케가 줄을 섰을 때, 그는 그의 급우 아카기 코우헤이에게 달려드는데, 그는 여동생을 위해서 야오이 에로게를 사고 있었다. 반면, 쿠로네코는 키리노에게 그녀가 키리노를 위해 만들고 있는 고양이 귀에 대해 전화로 이야기를 하고, 또한 키리노에게 그녀는 쿄우스케를 "부르는 방법을"바꿀 것이라고 말한다. 쿄우스케는 막차가 끊겼음을 깨달은 이후에 겨우 다른 사람에게 자전거를 빌려서 갖은 고생을 한 뒤에야 집으로 돌아올 수 있었다. 쿄우스케가 게임을 가지고 집에 온 뒤에, 키리노는 같이 게임을 하자고 제안한다. 그리고나서 쿄우스케에게 모든 메달과, 몇 년 동안 받아온 체육 성적이 좋지 않았던 성적표를 보여주게 된다. . 다음날 아침, 쿄우스케는 키리노가 육상 훈련을 위해서 미국으로 떠났음을 알게 된다. 그리고 왜 키리노는 쿄우스케에게 그녀의 출국에 대해 한마디도 하지 않았는지, 지난밤에 대해 궁금증만을 남겨둔다. 새 학기가 시작되고, 쿄우스케는 쿠로네코를 만나는데, 쿠로네코는 그의 후배가 된다. | | |                  |

### 주제가
오프닝 주제가는 니코니코 동화를 중심으로 활동하고 있던 중학생 아이돌 유닛인 ClariS가 담당하였다.
오프닝 주제가 "irony"
작사·작곡·편곡 - kz
노래 - ClariS
TV 방송 및 인터넷 전달판에 나온 제1화에서는 마지막 장면에 이어진 형태로 나와 엔딩 주제가로 사용되었다.
엔딩 주제가의 공모는 니코니코 동화에서 공개적으로 이루어졌다. 각각의 곡은 작중의 캐릭터가 불렀다는 설정이며, 캐릭터들의 성우는 아래와 같다.
- 코우사카 키리노 - 타케타츠 아야나
- 쿠로네코 - 하나자와 카나
- 아라가키 아야세 - 하야미 사오리
- 타무라 마나미 - 사토 사토미
- 사오리 바지나 - 나바타메 히토미
- 메루루, 쿠루스 카나코 - 타무라 유카리

엔딩 주제가
제1화여동생 Please!(妹プリ〜ズ! 이모토푸리즈![*])
작사·작곡 - TRI-ReQ / 편곡 - TRI-ReQ, KAZU
노래 : 코우사카 키리노
일반 공모곡. 니코니코 동화에 투고되었을 당시에는 보컬로이드 '하츠네 미쿠'를 사용한 상태로 투고되었다. TV 방송 및 인터넷 전달판의 제1화에서는 공개되지 않았으며, 후에 공식 사이트에서 미공개 영상으로서 엔드 카드 삽화와 조합된 영상이 공개되었다.
제2화Shine!
작사 - mayupin / 작곡 - 쿠마로보 / 편곡 - 쿠마로보, YAMAZO
노래 : 코우사카 키리노
일반 공모곡. TV 방송 및 인터넷 전달판에 나온 제2화에서는 마지막 장면에 이어진 형태로 사용되었으며, 후에 공식 사이트에서 엔드 카드 삽화와 조합된 영상이 공개되었다.
제3화ほらいずむ(ほらいずむ 호라이즈무[*])
작사·작곡 : 토-마 / 편곡 - project RAS, YAMAZO
노래 : 코우사카 키리노
일반 공모곡. 니코니코 동화에 투고되었을 당시에는 보컬로이드인 '하츠네 미쿠'를 사용한 상태로 투고되었다. TV 방송 및 인터넷 전달판에 나온 제3화에는 실리지 않았다.
제4화하얀 마음(白いココロ 시로이코코로[*])
작사·작곡 : Taishi / 편곡 - Taishi, ACOMPANAR
노래 : 아라가키 아야세
일반 공모곡. 원작 제 2권 후반부의 아야세 일화를 바탕으로 한 곡으로, 투고 당시에는 스캣 형식에 정식 가사를 더한 형태로 투고되었다.
제5화오렌지(オレンジ 오렌지[*])
작사·작곡 : hanawaya / 편곡 : hanawaya, YAMAZO
노래 : 코우사카 키리노
일반 공모곡. 니코니코 동화에 투고되었을 당시에는 연주된 멜로디에 가사만 적혀있는 형태로 투고되었다.
제6화앞머리☆(マエガミ☆ 마에가미☆[*])
작사·작곡 : arata / 편곡 : arata, ACOMPANAR
노래 : 타무라 마나미
일반 공모곡. 원작 소설 제2권 2장의 일화를 본떠 만든 곡으로, 투고되었을 당시에는 보컬로이드 '하츠네 미쿠'를 사용한 상태로 투고되었다.
제7화Masquerade!
작사·작곡 : 테트라project / 편곡 : 테트라project, ACOMPANAR
노래 : 쿠로네코
일반 공모곡. 쿠로네코가 좋아하는 작중의 애니메이션 'MASCHERA'와 고스로리 패션을 소재로 하여, 그녀의 미학이나 매력을 표현하는 것을 의도로 한 곡이다. TV 및 인터넷 전달판에서는 곡의 후반부만이 ED 영상과 함께 사용되었다.
제8화카멜레온 도터(カメレオンドーター(Daughter) 가메레온도타[*])
작사·작곡 : 야시킨 / 편곡 : 야시킨, yamazo
노래 : 사오리 바지나
일반 공모곡. 원작 제 6권까지의 사오리 바지나를 토대로 한 곡으로, 투고되었을 당시에는 보컬로이드 '하츠네 미쿠'를 사용한 상태로 투고되었다. 원작자인 후시미 츠카사는 이 곡을 '이면적 모습을 가진 사오리의 내면이 잘 표현되고 있다'라고 말할 만큼 공모곡 중에서도 특히 인상이 강렬했다고 한다.
제9화좋아한다고!(好きなんだもん! 스키난다몬![*])
작사 : 아리마 미사키 / 작곡 : 코우즈키 겐야, 편곡 : 코우즈키 겐야, ACOMPANAR
노래 : 코우사카 키리노
일반 공모곡. 키리노의 이미지를 토대로 한 곡으로, 투고되었을 당시에는 작사가인 아리마 미사키가 보컬을 담당하고 있었다.
제10화아니요, 톰은 여동생에 대해 성적인 흥분을 느끼고 있습니다.(いいえ、トムは妹に対して性的な興奮をおぼえています)
작사·작곡 : 사츠키가텐코모리 / 편곡 : 사츠키가텐코모리, ACOMPANAR
노래 : 쿠루스 카나코
일반 공모곡. 작품의 내용을 이미지화 하면서도 전파 송의 분위기를 내기 위해, 투고되었을 당시에는 니코니코 동화에서 활동하는 가수 ‘나나히라(ななひら)’가 보컬 역을 맡고 있었다.
엔딩 곡 모집 프로젝트에 채택될 경우 받는 상금이 10만엔이기 때문에 투고되었을 당시의 가사에는 ‘10만 주세요(10万ください)’라는 구절이 있었으나, 엔딩 곡으로 채택된 후에는 ‘10만 받았습니다!(10万もらえました！)’로 수정되었다.
제11화아키하바라☆Dance☆Now!!(アキハバラ☆だんす☆なう!!)
작사·작곡 : 야시킨 / 편곡 : 야시킨, yamazo
노래 : 코우사카 키리노, 쿠로네코, 사오리 바지나
일반 공모곡. 제8화의 엔딩 주제가 제작자의 두 번째 채택곡으로서, 투고되었을 당시에는 보컬로이드 '하츠네 미쿠'를 사용한 상태로 투고되었다.
제12화 GOOD END다녀왔어.(ただいま。)
작사 : 코다마 사오리 / 작·편곡 : 코우사키 사토루
노래 : 코우사카 키리노
이전의 엔딩 테마와 다르게 공모곡이 아니며, 본 애니메이션의 삽입곡을 다루는 코우사키 사토루가 작곡한 곡이다. 공모된 엔딩 테마들이 대체로 활기찬 분위기였기 때문에 1990년대 중순의 미디엄 발라드 풍 곡조를 의도했다고 밝혔다.. 애니메이션 내에서는 마지막 장면에 삽입되는 형태로 사용되었다.
삽입곡
스타더스트☆위치 메루루 (제7화, 제10화)
작사 : 후시미 츠카사, 작·편곡 : 코우사키 사토루
노래 : 메루루, 쿠루스 카나코
작품 내에 등장하는 애니메이션 《스타더스트☆위치 메루루》의 주제가이다. 원작에서 언급되고 있던 ‘메루루’의 주제가 〈메테오☆임팩트(めてお☆いんぱくと)〉의 가사를 토대로 하고 있으며, 작사가로서 원작자인 후시미 츠카사가 참여하였다.
제7화에 삽입되었을 때는 작품 내에서 메루루의 성우 역인 호시노 쿠라라가 노래하고 있다고 하는 설정이지만, 제10화에서는 메루루로 분장한 쿠루스 카나코가 노래하고 있다. 이 둘 모두 타무라 유카리가 목소리를 연기함으로써, 둘의 음색이 비슷하다고 하는 원작의 설정을 표현하고 있다.

## 내 여동생이 이렇게 귀여울 리가 없어。(2013년)
| # | 제목 | 엔딩곡 | 방영일자              |
| --- | --- | --- | --------------------- |
| 01 | 〈내 여동생이 다시 돌아올 리가 없어〉(俺の妹が再び帰ってくるわけがない Ore no Imōto ga Futatabi Kaettekuru Wake ga Nai[*]) | "환상선loop"(感情線loop) by 타케타츠 아야나 ("Reunion" by ClariS in the television broadcast)                                                                                        | 2013년 4월 7일        |
| 키리노가 미국에서 돌아와서 학교 수속을 하고 친구와 다시 만나는 동안, 쿄우스케 자신이 키리노가 귀국하도록 강요했기 때문에 그를 다시 무시하기 시작할 것에 대해 걱정이 커져간다. 동시에, 쿄우스케는 그녀를 재발견할 때 루리가 그에게 준 키스 뒤에 숨어있는 의미에 대해 찾기 위해 노력한다. 나중에, 키리노는 쿄우스케를 다시 인생 상담을 해 달라고 불러내고, 다음 메루루 시즌 예고편을 보기 위해 아키하바라로 데려간다. 그 후에 오랫동안 하고 싶어했던 것으로, 하룻밤 내내 계획을 했던 쇼핑을 한다. 그에 도움에 감사하게도, 그리고 일 년간의 인생 상담을 축하하기 위해 키리노는 쿄우스케에게 에로게 중 하나를 주면서 한번 해 보라고 한다. | | |                       |
| 02 | 〈믿고 보낸 오빠가 휴대용 미소녀 게임에 푹 빠져선 성희롱을 하려고 들 리가 없어〉(信じて送り出したお兄さんが携帯美少女ゲームにドハマリしてセクハラしてくるようになるわけがない Shinjite Okuridashita Onii-san ga Keitai Bishōjo Gēmu ni Dohamari shite Sekuhara shite Kuru yō ni Naru Wake ga Nai[*]) | "Filter"(フィルター Firutā[*], {{{4}}}) by Saori Hayami | 2013년 4월 14일       |
| 아야세는, 가상 소녀와 말을 주고받는 러브 터치라는 유명한 모바일 게임에 빠져서 자신에게 무관심해 진 키리노를 보고 좌절감을 느끼게 된다. 따라서 아야세는 쿄우스케에게 키리노에게 뭔가라도 하라고 부탁을 한다. 쿄우스케가 키리노에게 이에 대해 말을 하자, 키리노는 쿄우스케에게 '러브 터치'라는 에로게를 주게 되고 결국 쿄우스케가 그 게임에 중독되고 만다. 아야세는 이러한 상황을 마나미에게 듣고 화를 냈고, 쿄우스케는 이 게임의 히로인이 아야세와 상당히 비슷하다고 설명하면서, 키리노의 관심을 되돌려 놓으려면 이 게임의 히로인을 따라해 보는 것이 어떻겠냐고 한다. 하지만, 논란의 여지가 있는 대사가 나오자 아야세는 쿄우스케에게 등치기를 날린다. 아야세가 마나미에게 조언을 들은 뒤에 키리노 앞에서 그 게임의 얀데레 루트를 따라하는 것을 보고 자신이 제안한 방법에 대한 오류를 알게 된다. | | |                       |
| 03 | 〈내 친구가 안경을 벗을 리가 없어〉(俺の友達が眼鏡を外すわけがない Ore no Tomodachi ga Megane o Hazusu Wake ga Nai[*]) | "Zutto..."(ずっと..., Always...) by 나바타메 히토미, 타케타츠 아야나, 하나자와 카나                                                                                                  | 2013년 4월 21일       |
| 쿄우스케, 키리노, 루리는 사오리의 아파트를 깜짝 생일선물로 할 겸 해서 방문했는데, 사오리가 안경을 벗을 모습을 보게 된다. 4년 전, 사오리는 병약한 소녀여서 얼굴을 다른 사람들에게 보이는 것을 부끄러워했다. 어느 날 밤, 언니 카오리는 사오리를 자신의 친구인 동인작가 사나다 신야와 야마나시 카나카, 그리고 그들의 동료가 있는 오타쿠 욕구를 채울 수 있는 특별한 아파트로 데려간다. 카나타는 사오리를 첫 눈에 마음에 들어 해서 오타쿠의 삶이 무엇인지 알려준다. 하지만, 카오리가 결혼한 이후 그들 사이는 멀어지게 되어 사오리 혼자만 나메 된다. 카오리에게 배신감을 느낀 사오리는 자신만의 집단을 만들어서 자신과 같이 소심한 사람들을 도와주기로 한다. 카나타는 이러한 일을 지지해서 자신의 트레이드마크였던 뱅뱅 도는 모양의 안경을 사오리에게 준다. 이에 따라 사오리 역시 오타쿠가 되었고, 이후 키리노와 루리와 만나게 되었다. 현실로 돌아와서, 카오리, 카나타와 그들의 동료가 사오리의 새 친구들을 보러 온다. 카나타가 사오리에게 그 안경을 전해 주었음을 생각해낸 뒤에, 그녀는 더 이상 그들을 필요하지 않았다. 사오리는 생일 파티를 시작한다. | | |                       |
| 04 | 〈내 여동생의 라이벌이 일본에 올 리가 없어〉(俺の妹のライバルが来日するわけがない Ore no Imōto no Raibaru ga Rainichi suru Wake ga Nai[*]) | "Honest Rhapsody"(ほねすと☆ラプソディー Honesuto Rapusodī[*], {{{4}}}) by 타케타츠 아야나                                                                                            | 2013년 4월 28일       |
| 미국에서 키리노의 육상 라이벌이었던 하그리 리아는 일본에 와서 그녀의 집에 머물기로 한다. 키리노는 그녀에게 약간 보호 심을 느껴서 쿄우스케가 작은 실수라도 할 때마다 벌을 준다. 키리노와 쿄우스케는 리아를 아키하바라로 데리고 가서 키리노의 다양한 취미를 보여준다. 나중에, 리아는 키리노와 경주대회를 하고, 그리고 그녀가 미국에서 돌아온 이유에 대해 알게 된다. 비록 쿄우스케가 키리노를 응원했지만, 리아는 겨우 그녀를 이기면서 키리노가 복수심을 얻는 데에 자랑스러움을 얻는다. 일본을 떠나기 전에, 리아는 키리노가 그렇게 힘들게 어렵게 한 이유가 바로 그였다고 쿄우스케에게 힌트를 얻는다. 하지만 쿄우스케는 그것에 대해 살짝 회의감을 느낀다. 리아가 떠난 이후에, 키리노는 쿄우스케에게 남자친구가 되어 달라고 이상한 부탁을 한다. | | |                       |
| 05 | 〈내가 여동생의 남자친구일 리가 없고, 내 여동생한테 남자친구가 있을 리가 없어〉(俺が妹の彼氏なわけがないし、俺の妹に彼氏がいるわけがない Ore ga Imōto no Kareshi na Wake ga Naishi, Ore no Imōto ni Kareshi ga Iru Wake ga Nai[*])                                                                   | "Keep" by 타케타츠 아야나 | 2013년 5월 5일        |
| 키리노는 쿄우스케에게 그녀가 회사 책임자 후지마 미사키를 만나는 동안 남자친구가 되어 달라고 한다. 미사키는 키리노가 그들의 유능한 모델 중 하나로 해외에서 일하기를 원하기 때문에 키리노는 일본을 떠나기 싫어서 남자친구 역을 해 달라고 한 것이다. 가령, 그들은 결국 함께 데이트를 하게 되는데 이는 미사키가 그들을 미행할 가능성을 고려해서 결정한 것이다. 그리고 미나미가 그들이 함께 있는 것을 보았을 때 더 우스꽝스럽게 보였다. 밥을 먹으려 하는 동안, 그들은 카나코와 그녀의 모델 동료 에반 브리짓을 만나서 그들 앞에서도 마찬가지로 행동할 수 밖에 없었다. 상점가에서 루리가 쿄우스케와 키리노를 보았을 때에는 상황이 더욱 우스꽝스럽게 되었다. 그날 끝 무렵, 키리노는 쿄우스케의 행동에 실망하게 되면서, 그녀는 나중에 진짜 남자친구를 쓸 것이라고 한다. 쿄우스케가 루리와의 것을 정리하고 그녀의 생각을 들은 이후에, 그는 키리노에게 직접적으로 남자친구가 있는지 물었으나 아리송한 대답만 얻었다. 나중에, 무리들은 여름 코미켓에 가서 협동 동인지를 파는데, 루리가 놀랍게도 가까스로 다 팔렸다. 나중에 산업 부스를 방문하는 동안, 그들은 키리노의 총명한 남자 지인을 만나게 된다. | | |                       |
| 06 | 〈내 여동생이 우리 집에 남자친구를 데리고 올 리가 없어〉(俺の妹が家に彼氏をつれてくるわけがない Ore no Imōto ga Ie ni Kareshi o Tsuretekuru Wake ga Nai[*]) | "Monochrome☆HAPPY DAY"(モノクロ☆HAPPY DAY Monokuro Happy Day[*], {{{4}}}) by 하나자와 카나                                                                                           | 2013년 5월 12일       |
| 그 소년은 바로 미카가미 코우키, 미사키 회사의 디자이너인데 키리노가 놀랍게도 역시 오타쿠였다. 나중에 쿄우스케가 '가짜 데이트' 시나리오를 아야세에게 설명하고 키리노가 남자친구가 있는지에 대해 의견을 묻는다. 상황은, 키리노가, 쿄우스케에게 루리가 고백할 때인 뒤풀이 파티 때 긴장이 높아진다. 짜증나서 키리노는 코우키는 자신의 남자친구라며 말과 함께 쿄우스케를 화나게 하고 루리가 떠나도록 압박을 가한다. 나중에, 쿄우스케는 키리노가 코우키를 집으로 초대했을 때 짜증나게 되었으며, 불쾌함을 표하자 화난 채로 따귀를 맞는다. 나중에 술 취한 다이스케와 말을 한 뒤에 키리노에게 굽실거리면서 그의 정직한 감정을 표현한다. 그리고 쿄우스케가 코우키가 가치가 있음을 스스로 증명할 때까지 코우키와 데이트하는 것을 허락하지 않을 것이라고 말한다. 키리노는 결국 감정을 주체하지 못하고 코우키와 데이트하는 것은 거짓말이라고 밝히면서, 이는 쿄우스케와 루리 간의 질투 때문에 코우키가 남자친구 역을 해 주겠다고 동의한 것이다. 두 남매는 화해하고 파티를 다시 하기로 한다. 루리는 마침내 쿄우스케에게 그녀와 잠시 외출하자고 요청한다. | | |                       |
| 07 | 〈내가 후배와 사귈 리가 없어〉(俺が後輩と恋人同士になるわけがない Ore ga Kōhai to Koibito Dōshi ni Naru Wake ga Nai[*]) | 오구라 유이의 "Kyō mo Shiawase"(きょうもしあわせ, Happy Today) | 2013년 5월 19일       |
| 쿄우스케가 곧장 답변을 주지 못하자, 루리는 다음날의 파티가 끝난 이후에 답변을 달라고 한다. 키리노와 마나미 둘에게 의견을 물어보니 둘 다 그에게 조심스럽게 결정을 생각해야 한다고 말한다. 파티동안, 쿄우스케는 키리노와의 인생 상담이 시작된 이후 지난 일 년간을 회상하면서, 그녀를 놀릴 기회를 또한 갖는다. 파티 이후에, 쿄우스케는 루리와 외출하는 것에 동의하면서, 공식적으로 둘은 커플이 된다. 쿄우스케가 어떻게 해야 적절한 남자친구로서 행동하는 것인지 스트레스를 받자, 그는 코우키를 게임연구동호회에 데리고 갔다. 그곳에서 다른 구성원들은 그들은 루리와 쿄우스케는 다른 사람들처럼 커플인지 알았다고 주장했고, 막 사귀기로 결정했다는 것에 대해 놀랐다. 홀로 시간을 조금 보낸 뒤에, 루리는 쿄우스케 앞에서 어떻게 행동해야 할 지 스트레스를 받아왔다는 것을 인정하고 단순히 데이트 가자고 말한다. | | |                       |
| 8 | 〈내가 후배와 여름 한때의 추억을 만들 리가 없어〉(俺が後輩とひと夏の思い出を作るわけがない Ore ga Kōhai to Hito Natsu no Omoide o Tsukuru Wake ga Nai[*]) | 하나자와 카나의 "Setsuna no Destiny"(刹那のDestiny, Destiny of Moment) by Kana Hanazawa                                                                                              | 2013년 5월 26일       |
| 어떠한 이유로 키리노에게 한 방 맞아서 얼굴이 빨개진 후에, 쿄우스케는 그와 루리는 데이트 할 것이라고 밝혔는데, 그가 정말 놀랍게도 그녀는 그것에 대해 불평불만을 갖지 않았다. 첫 번째 데이트에서, 루리는 쿄우스케를 깜짝 놀라게 해 주기 위해 이번을 위해 특별히 디자인한 특별한 옷을 입는다. 데이트가 진행됨에 따라 루리는 쿄우스케에게 그녀의 취향과 선호에 대해 더 보여주고, 소망을 이루기 위해 그녀가 특별한 지침서를 썼다고 밝힌다. 그런데 그녀에 의하면 쿄우스케와 키리노가 서로 친해져야 한다. 그녀의 계획 뒤에 숨겨진 알 수 없는 의미에도 불구하고, 쿄우스케는 그것을 돕는 것에 동의한다. 둘은 그리고 나서 다음날을 그들의 집에 함께 외출하는 것으로 하루를 보내는데, 순간 루리의 여동생에게 얼굴을 보이게 된다. 그리고 여름방학 끝 무렵에, 그들은 함께 축제에 간다. 학교가 개학한 지 얼마 되지 않아, 쿄우스케는 루리에게 그는 여름동안 함께 보낸 모든 순간을 소중히 할 것이라고 밝혔는데, 루리는 지침의 다음 단계인 그를 차버리는 것을 막 하려한다. | | |                       |
| 9 | 〈내 여동생이 이렇게 귀여울 리가 없어!〉(俺の妹がこんなに可愛いわけがない！ Ore no Imōto ga Konna ni Kawaii Wake ga Nai![*]) | "Answer" by Ayana Taketatsu (none in the television broadcast) | 2013년 6월 2일        |
| 루리에게 한 마디 들은 바가 없이 깨지고 난 뒤, 세나 로부터 루리가 전학 갔다는 것을 듣고 나서 쿄우스케는 충격에 빠지고는 완전하게 비워진 루리의 집을 찾는다. 쿄우스케는 키리노에게 와서, 그에게 인생 상담을 해 달라고 부탁하자, 키리노는 루리를 온천마을에서 찾는 것을 도와줄 것을 결심한다. 그들이 결국 루리를 겨우 찾아낸 뒤, 루리는 키리노가 완전히 쿄우스케와 데이트 하는 것을 받아들이지 않았음에 집중하면서, 키리노가 사실 쿄우스케가 여친을 갖지 않았으면 하는 본심을 드러내도록 한다. 키리노는 이에 불구하고, 그것보다는 오빠가 우는 모습을 보고 싶지 않았다고 말하면서, 함께 돌아가서 지난 일 년간 키리노를 지지해 준 것에 대한 보답을 하고 싶다고 말했다. 루리가 이 모든 것을 듣고 잠깐 지절하기 전에 그에게 심각한 말을 묻는다. 깨어난 뒤에, 그는 단순히 가족여행을 위해 이 마을에 왔을 뿐이고, 마을에서 휴가를 지내고 있었다고 말하면서, 계속 다른 사람들과 친하게 지낼 것이라고 말한다. 쿄우스케가 그는 아직 여자 친구를 사귈 준비가 되지 않았다는 결심이 선 이후에, 루리는 그녀 계획의 다음 단계로 향한다. 쿄우스케와 키리노는 서로 함께 돌아간다. | | |                       |
| 10 | 〈내 여동생에 웨딩드레스를 입을 리가 없어〉(俺の妹がウエディングドレスを着るわけがない Ore no Imōto ga Uedingu Doresu o Kiru Wake ga Nai[*]) | "Hoshikuzu Cosplay☆Witch! Desu! Omega"(星くずこすぷれ☆うぃっち！です！・おめが Hoshikuzu Kosupure☆Witchi! Desu! Omega[*], lit. I'm The Stardust Cosplay☆Witch! Omega) by Misaki Kuno | 2013년 6월 9일        |
| 쿄우스케와 루리가 깨진 이후, 아야세는 그녀와 아무 상관이 없음을 알고 짜증이 나게 된다. 그럼에도 불구하고, 카나노와 브릿젯이 참가하는 메루루 콘서트에서 아야세가 도와준다고 했기 때문에 쿄우스케에게 매니저 역할을 한 번 더 해 달라고 요청한다. 키리노가 모델 일 스케줄 때문에 콘서트에 참석하지 못할 것이라는 것을 들은 뒤에, 그는 코부키로부터 자전거를 빌린 후에 그녀를 데려가기 위해 돌진한다. 겨우 ClariS가 공연하는 시간에 맞추어 도착한 이후에, 쿄우스케가 한 노력에 대해 키리노는 감사한 마음을 갖는다. | | |                       |
| 11 | 〈내 여동생이 오빠의 자취방에 쳐들어 올 리가 없어〉(一人暮らしの兄貴の部屋に妹たちが押しかけるわけがない Hitorigurashi no Aniki no Heya ni Imōto-tachi ga Oshikakeru Wake ga Nai[*]) | "Arifureta Mirai e"(ありふれた未来へ {{{3}}}[*], {{{4}}}) by 사토 사토미 | 2013년 6월 16일       |
| 쿄우스케와 키리노가 친해진 것에 대해서 걱정하기 때문에 그들의 부모님은 쿄우스케가 자취하도록 해서 시험에 집중할 수 있도록 하게 한다. 쿄우스케가 A등급을 받기 전까지 집에 돌아올 수 없기 때문에 키리노는 그가 성공한다면 쿄우스케가 해달라고 하는 것 한 가지를 해 주겠다고 약속한다. 나중에, 카나코는 쿄우스케의 새 아파트에 방문하기로 하는데, 키리노가 그에게 빌려준 에로게를 찾았을 때 곤란한 것이 드러난다. 그는 키리노가 그의 여동생인 것에 충분할 정도로 똑똑한 것을 증명했지만, 그녀가 오타쿠인 것은 분명하다. 다음날, 아야세가 쿄우스케에 집들이를 하러 오는데, 잠시 후에 루리가 와서 곤란하고 짜증나는 상황을 이끈다. 아야세가 떠난 이후에, 쿄우스케와 루리는 그들의 관계에서 입장을 재확인하는데, 쿄우스케는 키리노와의 일을 마무리 짓기 전까지는 데이트를 하지 않을 것이라고 밝힌다. | | |                       |
| 12 | 〈완전 천사인 아야세 땅이 내 자취방에 강림할 리가 없어〉(マジ天使すぎるあやせたんが一人暮らしの俺んちに降臨するわけがない Maji Tenshisugiru Ayase-tan ga Hitorigurashi no Orenchi ni Kōrin Suru Wake ga Nai[*])                                                                                      | "Omou Koto"(思うコト {{{3}}}[*], {{{4}}}) by Saori Hayami | 2013년 6월 23일       |
| 집들이는 그의 새 아파트에서 쿄우스케를 위해 열렸고, 키리노는 도착하자마자 마나미를 발견한다. 오빠의 동급생인 마나미에 대한 적대감에도 불구하고, 키리노는 잠시 이를 옆에 두기로 한다. 아야세, 루리, 사오리와 카나코는 파티에 참가하지만, 모의고사를 위하여 쿄우스케가 공부하는 동안 쿄우스케를 돌보는 일이 누구한테 속해 있는가를 논쟁하기 시작하자 혼돈이 찾아오지만, 키리노는 이 일을 아야세에게 맡긴다. 모의고사는 오고, 아야세의 지원 덕분에 쿄우스케는 겨우 A등급을 맞을 수 있었고 곧바로 집에 돌아오려 한다. 그가 집에 돌아올 준비를 하는 동안, 아야세는 쿄우스케에게 고백한다. 하지만 그는 정중하게 거절하면서, 누구 다른 사람과 사랑에 빠져 있다고 밝힌다. 그녀가 항상 그래왔듯이 그를 걷어차는 것 대신에, 아야세는 쿄우스케의 뺨에 키스하고 그에게 안녕 인사를 건넨다. | | |                       |
| 13 | 〈여동생이 오빠와 사랑에 빠질 리가 없어〉(妹が兄に恋なんてするわけない Imōto ga Ani ni Koi Nante Suru Wake Nai[*]) | "Honto no Kimochi"(ホントの気持ち, True Feelings) by Ayana Taketatsu and Satomi Satō                                                                                                 | 2013년 6월 30일       |
| 키리노는 어린 시절을 회상한다. 그녀는 쿄우스케를 항상 존경해 왔는데, 그가 그의 모든 열정을 버리고 더 편안한 삶에 적응할 때까지였다. 마나미에게 갑작스러운 변화를 말하면서 키리노는 그녀 앞에 서서, 그녀는 그의 오빠에게 사랑을 받은 만큼 돌려줄 것이라고 말하지만, 단지 그녀가 마음속에 품어왔던 쿄우스케는 처음부터 없었다는 것을 듣는다. 쿄우스케에게 돌아와서, 키리노는 그녀 자신을 향상시키는 데에 집중하고 오빠를 무시하기 시작한다. 몇 년이 지난 후, 그녀는 모델 이릉ㄹ 하기 시작하고 아야세와 친구가 되지만, 그녀의 오타쿠 취미를 개발하는데 이를 다른 사람과 공유하는 데에 부끄러움을 가진다. 그녀가 가진 비밀이 쿄우스케에게 들통 났을 때, 그는 키리노의 이러한 면을 숨겨주고 그녀를 보호해주겠다고 하자 쿄우스케에게 대하는 태도가 달라진다. 비록 그녀가 한때 숭배했던 오빠는 더 이상 보이지 않지만 말이다. | | |                       |
| 14 | 〈내가 그녀에게 고백할 리가 없어〉(俺が彼女に告白なんてあるわけがない Ore ga Kanojo ni Kokuhaku Nante Aru Wake ga Nai[*]) | "The last ceremony" by 하나자와 카나 | 2013년 8월 13일 (ONA) |
| 크리스마스가 다가오고, 쿄우스케는 비내리는 밤에 루리를 만나서 다른 소녀를 사랑한다고 밝힌 이후에 루리의 고백을 거절한다. 다음날, 쿄우스케는 키리노에게 크리스마스 날 아키하바라에 데이트를 나가자고 제안한다. 그날 밤이 다가오자, 쿄우스케는 다시 한번 여기 온 이유를 고백한다. 이어서 쿄우스케는 그녀에게 그녀는 한 소녀에게 사랑에 빠졌다고 고백하지만, 이는 키리노를 화나게 했고 키리노는 도망쳤다. 쿄우스케는 잡으려고 했지만 재빨리 시야에서 사라진다. 그 순간 카오리, 사오리, 루리가 미니벤을 타고 나타난다. 사오리는 그들의 데이트를 미행해서 미안하다고 한다. 이 그룹이 키리노를 쫓는 동안, 사오리는 또한 그녀와 카오리 간의 회복된 인간관계를 드러낸다. 쿄우스케는 키리노를 보자마자 차에서 뛰쳐내리고, 키리노를 잡은 뒤에 키리노에 대한 사랑을 고백하기 시작한다. 키리노가 쿄우스케의 이상한 말에 퇴짜를 놓기 사작할 때, 루리가 키리노에 대한 쿄우스케의 사랑고백이 카오리의 미니벤 뒤에 있는 스피커에서 울려퍼지도록 할 때 그의 진실된 마음이 드러난다. 쿄우스케는 공공연하게 그의 말을 제확인하고, 키리노에게 일본에 남아 있어달라고 하면서 결혼해달라고 하는데, 키리노는 눈물을 흘리면서 받아들인다.                                                                               | | |                       |
| 15 | 〈내 여동생이 이렇게 귀여워〉(俺の妹がこんなに可愛い Ore no Imōto ga Kon'nani Kawaii[*]) | "will" by 타케타츠 아야나 | 2103년 8월 18일 (ONA) |
| 코우사카 남매는 호텔 방으로 돌아와, 남매끼리는 실제로 결혼하지 못한다는 데에 동의한 뒤 그들의 행동에 대해 정리한다. 여기서, 쿄우스케는 그녀에게 크리스마스 선물로 반지를 주고, 그는 그의 손에 가짜 약혼반지를 낀다. 그들의 다음 행선지에 대해 이미 생각했기 때문에, 키리노는 이를 쿄우스케와 공유한다. 잠시 후, 이 남매들은 여기를 뜨기 전에 먼저 루리와 사오리에게 둘 간의 관계를 알려야 한다고 생각했다. 카나코 콘서트에 쿄우스케는 혼자 갔는데, 카나코는 그에게 고백하지만 거절당한다. 다음날, 키리노는 쿄우스케에게 옜날에 보여주기를 싫어했던 상자를 꺼내서 내용물을 보여주는데, 이 내용물에는 그들이 어렸을 때 찍은 사진이 들어 있었다. 키리노는 쿄우스케에게 어렸을 때 녹음한 것을 듣게 하는데, 이는 쿄우스케를 위해서 자기발전을 시작했다는 감정이 들어 있었다. 그들 사이에서 메시지는 쿄우스케에게 조언을 구할 때까지 적혀 있었다. 그 후, 키리노와 쿄우스케 둘 다 끝에 웃으면서, 둘 간의 관계는 완전히 회복되었다. | | |                       |
| 16 | 〈내 여동생이 이렇게 귀여울 리가 없어.〉(俺の妹がこんなに可愛いわけがない。 Ore no Imōto ga Kon'nani Kawaii Wake ga Nai.[*]) | "Thank You" by 타케타츠 아야나 | 2013년 8월 18일 (ONA) |
| 쿄우스케의 졸업식 날, 그는 게임부의 마지막 모임에 참석한다. 절업식 후, 키리노는 중학교 졸업식이 끝난 직후 쿄우스케를 데려가기 위해 오고, 둘 다 마나미를 마주치게 된다. 모두들 공원에 앉은 뒤, 마나미는 남매끼리 사귄다는 것을 알게 된 뒤, 또 따라오는 키리노의 도발을 들은 뒤에 분명히 화를 내고 몸싸움을 벌인다.. 쿄우스케가 둘을 갈라놓은 뒤에, 마나미는 사회적 명성에 해를 끼칠만한 위험을 말하면서 악독하게 그들의 사회적으로 용납되지 않는 관계를 공격한다. 마나미는 쿄우스케에게 사랑을 고백하고 그에게 다시 생각해달라고 애원한다. 하지만, 그는 키리노를 선택하고 그녀와 함께 사회적 통념에 저항하기로 멩세한다. 그러나 마나미가 패배한 채로 떠나기 전에 그를 한 방 치게 된다. 나중에, 키리노는 쿄우스케가 그녀의 불가능한 꿈을 위해 많이 희생하여 왔음을 애통해하는데 쿄우스케는 그것을 계속 받아들인다. 어느 정도 시간이 지난 후, 쿄우사카 남매는 교회에서 가짜 결혼식을 가지게 되는데, 그들의 진정한 행복을 남매끼리 키스하는 것으로 드러낸다. 잠시 후, 쿄우스케와 키리노는 아키하바라로 가서 온라인 커뮤니티에서 만난 새로운 소녀 사오리를 만난다. 그들이 우연히 만난 뒤, 쿄우스케는 키리노에게 갑작스럽게 뺨에 키스한다. 키리노가 도망치지만, 그는 그의 여동생과의 모험을 외상한다. | | |                       |

## 참고 자료
- 케이온레일위키[깨진 링크(과거 내용 찾기)]에서 발췌, CC-BY-SA 3.0

## 같이 보기
- 내 여동생이 이렇게 귀여울 리가 없어